# MFC Komet 1908 Magdeburg
Der MFC Komet 1908 Magdeburg war ein Sportverein im deutschen Reich mit Sitz in der heutigen Hauptstadt von Sachsen-Anhalt; Magdeburg.

## Geschichte
Nach der Vereinsgründung im Jahr 1908 stieg die Fußball-Mannschaft zur Saison 1914/15 während des Ersten Weltkriegs in das Gau Mittelelbe innerhalb der mitteldeutschen Meisterschaft des VMBV auf. Mit 12:10 Punkten konnte die Klasse auf dem vierten Platz dann auch gleich gehalten werden. Nach dem Ende des Kriegs wurden viele Spielklassen zusammengefasst und die Mannschaft spielte ab da nur noch zweitklassig. Aus dieser stieg die Mannschaft irgendwann später dann auch wieder ab. Für die Saison 1925/26 kehrte die Mannschaft dann noch einmal in die mittlerweile wieder erstklassige Gauliga Mittelelbe auf. Mit 2:34 Punkten stieg die Mannschaft am Ende der Saison über den letzten Platz aber auch sofort wieder ab.
Nach der Machtergreifung der Nationalsozialisten wurde die Mannschaft dann in den unterklassigen Spielbetrieb des Gau Mitte eingeordnet. In diesem traf die Mannschaft dann in einem Vorrundenspiel des Tschammerpokal 1940 am 18. Juni auf den SuS Madgedburg, gegen den sich die Mannschaft, nach einer 0:1-Halbzeitführung des Gegners, mit 2:1 durchsetzen konnte. Für die Endrunde konnte man sich dann aber nicht qualifizieren.
Zur Saison 1944/45 wurde die Mannschaft dann noch einmal in die Gauliga Mitte eingegliedert, dort wiederum dann in den Bezirk Magdeburg-Schönebeck. Über ausgetragene Spiele in dieser Saison ist nichts mehr bekannt. Diese wurde aufgrund des fortschreitenden Zweiten Weltkriegs jedenfalls nicht mehr zu Ende gespielt. Nach dem Ende des Krieges wurde der Verein dann auch aufgelöst.